# Sanae Yamamoto
Sanae Yamamoto nasceu no dia  6 de fevereiro de 1898, na cidade de Chiba que é uma prefeitura do Japão localizada na região de Kantō e na Região Metropolitana de Tóquio. Era um aspirante a pintor que acudiu a trabalhar aos estudos de Kitayama, onde começou a produzir animações após ser convidado por Kitayama, porque ficou fascinado pelo mundo do desenho animado. Ao ir-se seu professor de Tokyo, Yamamoto decide independentizar-se e formar seus próprios estudos de animação. Em 1925 realiza Ubasute yama (A montanha onde se abandona aos velhos), que tem como tema o respeito e cuidado dos idosos. Consegue o patrocínio da Secretaria de Educação para uma série de filmes de animação de corte educativo, e entre suas obras mais representativas se encontram Usagi to Kame (1924) e Nippon ichi no Momotaro (1928). Antes da guerra, ele criou muitas obras encomendadas por repartições governamentais. Após a guerra, como muitos artistas de sua geração deixaram a animação, Yamamoto passou sua vida apoiando a indústria com a Toei Doga.
Embora seu nome fosse Zenjiro Toda, mais tarde ele adotou o sobrenome de sua esposa e se tornou Zenjiro Yamamoto. Sanae era seu pseudônimo. Ele foi enviado para se tornar um aprendiz para continuar os negócios mercantes de sua família, porém, incapaz de desistir de seu sonho de se tornar um artista, Yamamoto fugiu de casa várias vezes. Depois de estudar na Kawabata Art School e na filial de Yokohama da Tatsumi Art Association, ele foi procurado em 1917 por Seitaro Kitayama, que era um instrutor, e começou a produzir animações. Yamamoto se juntou ao Kitayama Manga Seisakusho, estabelecido por Kitayama depois que ele deixou o Estúdio Nikkatsu Mukojima em 1921. Lá, Yamamoto participou do desenho e direção de The Hare and the Tortoise(1924). Em 1925, ele fundou Yamamoto Mangaeiga Seisakusho e, a partir de Ubasuteyama (姥 捨 山, 1925), a maioria de suas obras foram encomendadas por repartições governamentais. Logo após a 2ª Guerra Mundial, Yamamoto reuniu mais de 100 pessoas envolvidas na produção de animação em toda a região de Kanto e estabeleceu Shin Nihon Dogasha. A empresa então mudou seu nome para Nihon Mangaeiga Corp. e produziu o Sakura de Kenzo Masaoka(桜, 1946), embora o filme nunca tenha sido lançado. No ano seguinte, Yamamoto e Masaoka deixaram a empresa juntos e estabeleceram a Nihon Doga Corp. (que eventualmente adquiriu Toho Zukai Eiga e mudou seu nome para Nichido). Nichido acabou se tornando uma subsidiária da Toei, e começou novamente como Toei Doga (atualmente Toei Animation) em agosto de 1956. Mesmo depois que Yamamoto deixou a Toei Doga em 1964 e estabeleceu a Yamamoto Animation Kenkyusho (mais tarde Children's Corner), ele produziu trabalhos para a Toei Doga como um subcontratado e continuou a nutrir a próxima geração de artistas na indústria de animação. Yamamoto  faleceu no dia 8 de fevereiro de 1981 aos 83 na região de Toquio.
1. ↑  «Sanae Yamamoto | List of Authors | Japanese Animated Film Classics». animation.filmarchives.jp (em inglês). Consultado em 19 de maio de 2021